# Ajatana
Ajatana (skt. Āyatana; chiń. ru (入); kor. ip (입); jap. jū; wiet. nhâp, Trần cảnh; tyb. skje.mč'ed; także chiń. chu (處); kor. ch'ŏ (처); jap. so; wiet. xứ) – termin związany z teorią umysłu i zarazem z teorią karmy w mahajanie.
Słowo to można przetłumaczyć jako sfera.
Sześć ajatan, to sześć sfer wejść lub podstaw poznania czyli sześć organów zmysłów (zwanych także korzeniami, wewnętrznymi sferami – skt. indrija (indriya) wraz z sześcioma danymi zmysłowymi czy też przedmiotami zmysłów (zwanymi także kurzami, skt. guna) lub zewnętrznymi sferami (skt. visaya). A więc: oczy, uszy, nos, język, ciało i umysł (intelekt, manas) oraz odpowiednie im: barwa-forma, dźwięk, zapach, smak, dotyk, postrzeganie rzeczy zewnętrznych (dharm) – koordynacja danych.
Ajatany składają się więc z 12 elementów - 12 podstaw zmysłów: sześciu organów zmysłów, których funkcja podobna jest do drzwi (wejścia, skt. āya) aby mogły wejść wrażenia wynikające z ich zetknięcia się z sześcioma odpowiednimi danymi zmysłowymi.
Z tych sześciu organów zmysłów, pięć jest zewnętrznych (oczy, uszy, nos, język i ciało) i jeden, czyli umysł, jest wewnętrzny. Są one konfrontowane z danymi zmysłowymi (barwo-kształt, dźwięk itd.). Zejście się razem dwóch odpowiednich elementów wywołuje rezultat widzenia i inne rodzaje poznania. Oko widzi kolor i kształt, ucho słyszy dźwięk itd.
Funkcję organów zmysłowych można uważać za czynnik aktywny, przez który rzeczy, zjawiska itd. są postrzegane.
Czasami pojęcia tego używa się tylko do przedmiotów zmysłów i mówi się wtedy o sześciu ajatanach – skt. ṣadāyatana.
Poniższa tabelka przedstawia 12 ajatan.
| organ zmysłów | przedmiot zmysłów       |
| ------------- | ----------------------- |
| oczy          | widzenie                |
| uszy          | dźwięki                 |
| nos           | zapachy                 |
| język         | smaki                   |
| ciało         | dotyk                   |
| umysł         | koordynacja danych itd. |

- 12 ajatan – skt dvadaśāyatanam; chiń. shierchu (十二處); kor. sibich'ǒ (십이처); jap. jūniso; wiet. thập nhị xứ
- 6 ajatan – skt. ṣadāyatanam; chiń. liuchu (六處); kor. yukch'ǒ (륙처); jap. rokuso; wiet. lục xứ